# 1831 en Italie
Chronologie de l'Italie
- 1827
- 1828
- 1829
- 1830
- 1831
- 1832
- 1833
- 1834
- 1835

## Événements

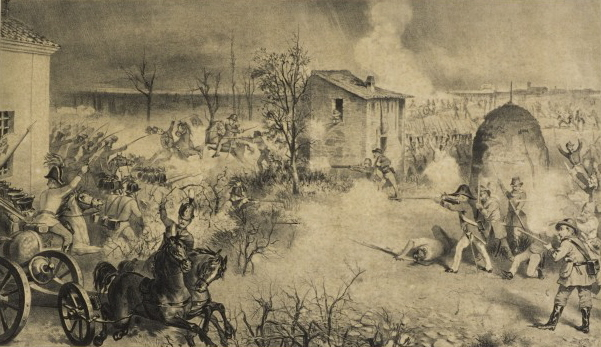
Combats près de Rimini

- 2 février : début du pontificat du 254e pape Bartolomeo Alberto Cappellari qui prend le nom de Grégoire XVI (fin le 1er juin 1846). Son secrétaire d'État est le réactionnaire cardinal Bernetti[1].

- 3 février : insurrection populaire à Bologne dirigée par Ciro Menotti (arrêté dès le 3 février) en dépit des mesures d’apaisement prises par le duc de Modène. Elle vise à établir une monarchie représentative dont le souverain devait être choisi à Rome. Les gouvernements tombent sans résistance à Bologne (8 février), Modène, Reggio et Parme (15 février)[2].
  - Napoléon-Louis et son frère Louis-Napoléon Bonaparte participent aux combats des carbonari contre le pape. Napoléon-Louis meurt le 17 mars à Forli[3].
- 26 février : proclamation à Bologne des Provinces unies italiennes. Le gouvernement français refuse de soutenir les révolutionnaires italiens[4]. Le mouvement manque d’appui populaire et souffre des rivalités municipales, malgré la proclamation d’un statut constitutionnel provisoire des Provinces-Unies d’Italie le 4 mars[5].
- 4 mars : les troupes autrichiennes entrent dans le duché de Modène[2] pour briser le mouvement révolutionnaire en Romagne[2].
- 5 mars : combat de Novi. Les gouvernements de Modène et de Parme sont restaurés[6].
- 19 mars : les Autrichiens interviennent dans les États pontificaux d’Émilie-Romagne[2].
- 21 mars : les troupes autrichiennes entrent à Bologne[6].

- 26 mars : le gouvernement provisoire de Giovanni Vicini (it) capitule après la prise de Modène et de Parme[7].

- 29 mars : les troupes autrichiennes entrent à Ancône[2].

- 27 avril : début du règne de Charles-Albert de Savoie-Carignan, roi de Piémont[8]. Partagé entre la haine de l’Autriche et la méfiance pour les milieux « subversifs » conserve la tradition du despotisme éclairé et tente de réformer le Piémont. Il introduit de nouveaux codes, crée un Conseil législatif, supprime les droits féodaux en Sardaigne et abaisse les tarifs douaniers. Il s’entoure de modérés (Giuseppe Barbaroux (it), Caccia). Cependant il se range du côté des Autrichiens contre les libéraux, les carbonari et la France. Metternich demeure maître de l’Italie[9].

- 21 mai : démarche commune de la France, de l'Autriche, de la Grande-Bretagne, de la Prusse et de la Russie pour inviter le pape à faire des réformes nécessaires dans ses États. Il en résulte des édits papaux (5 juillet, 5 et 31 octobre, 4 et 5 novembre 1831)[6]. Puis le pape se lance dans une politique de répression avec l'appui de l'Autriche[10].

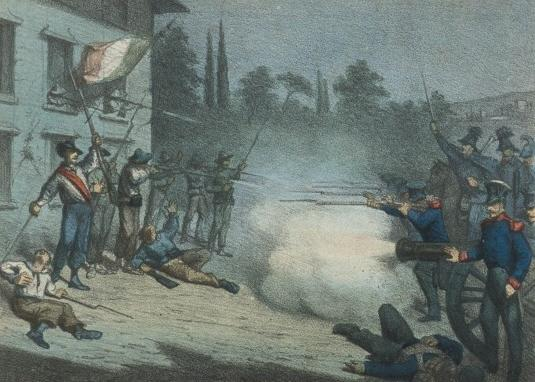
26 mai : exécution de Ciro Menotti, anonyme, 1887

- 26 mai : les leaders républicain Ciro Menotti et Vincenzo Borelli (it) sont exécutés à Modène[11].

- 28 juin-8 juillet : apparition de l'île Ferdinandea dans les champs Phlégréens de la mer de Sicile[12].
- Juillet : publication à Marseille de l'Istruzione generale per gli affratellati nella Giovine Italia (Instruction générale pour les membres de la « Giovine Italia » ), par le révolutionnaire italien Giuseppe Mazzini[13]. Il fonde le mouvement Giovine Italia (Jeune Italie), association composée de jeunes patriotes qui se propose de libérer et d’unifier l’Italie et d’y instaurer un régime républicain. Elle met l’accent sur l’éducation des populations[14].

## Culture

### Opéras créés en 1831
- 6 mars : La sonnambula (La Somnambule en français), opéra semiseria en deux actes de Vincenzo Bellini, sur un livret[15] de Felice Romani, créé au Teatro Carcano de Milan [15], avec pour interprètes principaux Giuditta Pasta et Giovanni Rubini[16].
- 26 décembre : Norma, opéra en deux actes de Vincenzo Bellini, sur un livret de Felice Romani, d'après la tragédie d'Alexandre Soumet Norma ou l'Infanticide, créé au Teatro alla Scala de Milan

## Naissances en 1831
- 3 janvier : Enrico Gamba, peintre de scènes de genre, et portraitiste. († 19 octobre 1883)

## Décès en 1831
- 9 mai : Ciro Menotti, 33 ans, patriote de l'Unité italienne[17]. (° 22 janvier 1798)